# بيبيانا (بيدمونت)
بيبيانا  ( بالفرنسية : بيبيان ) هي كومونا( بلدية) تقع في مدينة تورينو الحضرية في منطقة بيدمونت الإيطالية،تقع على بعدحوالي 45 كيلومترات (28ميل) جنوب غرب تورينو
تحد بيبيانا البلديات التالية : بريشيراسيو ،لوسرنا سان جيوفاني ،كافور، كامبيليون فينيل ،لوسرنيتا، باغنولو بيمونتي
في 2019 ، أصبح المكان مشهوراً بسبب حفل زفاف فرنسي ايطالي.

## روابط خارجية
- الموقع الرسمي نسخة محفوظة 2006-08-13 على موقع واي باك مشين.